# Tom Hurndall
Thomas (Tom) Hurndall (n. 29 noiembrie 1981 – d. 13 ianuarie 2004) a fost un student britanic, membru al organizației palestiniene "International Solidarity Movement" (ISM). La 11 aprilie 2003, în timp ce acționa ca „scut uman” în Fâșia Gaza încercând să scoată niște copii dintr-o zonă de foc, Hurndall a fost împușcat în cap de soldatul israelian, Taysir Hayb. Hurndall a intrat în comă și a murit nouă luni mai târziu. Soldatul a fost judecat de un tribunal al armatei israeliene și condamnat la 8 ani de închisoare.

## Incidentul
În urma tratatului de pace dintre Israel și Egipt, frontiera dintre cele două state a împărțit orașul Rafah din Fâșia Gaza în două jumătăți, una egipteană și una israeliană. Imediat după separare, localnici cu inițiativă au început să sape în solul nisipos tuneluri de contrabandă între cele două state.
În aprilie 2003, o unitate militară israeliană se afla în misiune în zona de graniță Rafah. Hurndall și un grup de activiști ai ISM se aflau în zonă, dorind să realizeze o acțiune non-violentă de blocare a patrulării tancurilor israeliene. La un punct de control israelian pe 11 aprilie, unitatea israeliană a fost atacată cu focuri palestiniene și a răspuns, ceea ce a făcut ca grupul celor 9 activiști să își adandoneze acțiunea planificată inițial și să caute adăpost. Hurndall a ieșit în stradă și a fost împușcat în cap de un soldat israelian.
Tatăl lui Hurndall a declarat într-un interviu că, după declarațiile martorilor oculari din ISM și palestinieni, Hurndall a văzut un grup de copii palestinieni care se jucau și a observat că se trăgea înspre ei. Mai mulți copii au fugit, dar câțiva au paralizat de frică; conform The Guardian, Hurndall a alergat să îi salveze. Tatăl lui Hurndall a mai declarat: „Tom a alergat, a luat o fetiță și a dus-o în afara zonei de foc, s-a întors înapoi și când s-a aplecat (să ia un alt copil) a fost împușcat.”
În aprilie 2005 soldatul Hayb a fost judecat de către un tribunal militar israelian pentru omor și obstrucționarea justiției și condamnat la opt ani de închisoare.  Conform ziarului britanic The Guardian Hurndall a fost „ucis în mod voit”.